# Turner Entertainment
Тарнер ентертејнмент (енгл. Turner Entertainment Company) је америчка медијска компанија коју је 4. августа 1986. основао Тед Тарнер као филијалу Метро-Голдвин-Мејера/Јунајтед артистса (садашњег Метро-Голдвин-Мејера).
Уз студио, компанија има и збирку скоро свих филмова Метро-Голдвин-Мејер, филмове бившег Асошијејтед артистс продакшн (филмове студија Ворнер брадерс пре 1948. и цртане филмове студија Флечер о Морнару Попају). Добијена су и права на приказивање већине филмова из збирке компаније РКО Рејдио пикчерс, те неких материјала Јунајтед артистса из периода пре 1952. Тарнер је касније препродао студио, задржавши филмотеку са материјалима из периода пре 1986. 
Тарнер ентертејнмент има значајну улогу у очувању и рестаурацији старих филмова као што су Казабланка, Грађанин Кејн, Кинг Конг, Ускршња парада, као и оригинала Певача џеза, првог звучног филма. Филмови се дистрибуирају и приказују на многим каналима широм света. Тарнер ентертејнмент емитује филмове студија РКО Рејдио пикчерс, Њу лајн синема (1994—1996), Нест ентертејнмент, као и шоу-програме канала TBS, TNT (телевизијски канал), Картун нетворк и PBS (1994—2004).

Данас је Тарнер ентертејнмент део компаније Тајм Ворнер, али наставља да чува наслеђену филмотеку са филмовима као што су Гилиганово острво, Чаробњак из Оза, Божићна прича, Прохујало са вихором и сви цртани филмови о Тому и Џерију.